# Affaire du Canada
L'affaire du Canada est un scandale survenu au XVIIIe siècle en France. La fin désastreuse de l'aventure française au Canada à la suite de la guerre de Sept Ans ayant choqué l'opinion, elle réclame des responsables. Cela donne lieu à l'un des procès les plus fameux du XVIIIe siècle en France, le procès dit de « l'Affaire du Canada » mettant en cause l'intendant François Bigot, le gouverneur général Pierre de Rigaud de Vaudreuil, d'autres administrateurs de la Nouvelle-France accusés du pillage de la colonie et de sa perte au profit des Britanniques, ainsi que des négociants et munitionnaires comme Louis Pennisseaut.
Dans cette affaire les autorités françaises cherchent un bouc-émissaire, et étant donné que Louis-Joseph de Montcalm (lieutenant général des armées de la Nouvelle-France) est mort au combat lors du siège de Québec de 1759, que les ministères de la Marine et de la Guerre fuient toutes responsabilités, et que Louis XV refuse de condamner l'armée, François Bigot et le marquis de Vaudreuil seront les principaux accusés. Ces deux hommes seront embastillés respectivement le 17 novembre 1761 et le 30 mars 1762.
Pierre de Rigaud de Vaudreuil sera finalement acquitté le 10 décembre 1763, tandis que l'intendant François Bigot devra rembourser 1 500 000 livres à titre de restitution.
Le procès durera deux ans, révélant corruption et scandales financiers. Il y aura 55 accusés. Au nombre des principaux inculpés figurait aussi un petit officier, Péan, qui « fermait complaisamment les yeux » sur les amours de l'intendant avec son épouse, Angélique des Méloizes, « la sultane », en échange d'une part importante dans « l'entreprise des vivres ».

### Sources et bibliographie
- Denis Vaugeois, Les Juifs et la Nouvelle-France, les Éditions Boréal Express, 1968.
- Gérard Saint-Martin, Québec 1759-1760! Les plaines d'Abraham, L'adieu à la Nouvelle-France?, Économica, 2007,  (ISBN 978-2-7178-5350-6)
- Laurent Veyssière (dir.) et Bertrand Fonck (dir.), La guerre de Sept Ans en Nouvelle-France, Québec, Septentrion (Canada) et PUPS (France), 2012, 360 p. (ISBN 978-2-89448-703-7)